# EIF4E1B
EIF4E1B‏ (Eukaryotic translation initiation factor 4E family member 1B) هوَ بروتين يُشَفر بواسطة جين EIF4E1B في الإنسان.